# Palaeorhiza paris
Palaeorhiza paris là một loài Hymenoptera trong họ Colletidae. Loài này được Hirashima & Roberts mô tả khoa học năm 1984.